# 三省堂国語辞典
『三省堂国語辞典』（さんせいどうこくごじてん）は、三省堂が発行する国語辞典の一つ。三省堂による略称は『三国』（さんこく）。第8版の収録項目数は8万4041（見出し項目が7万8887、「派生」などの関連項目が5154）。

## 編集委員
初代編集主幹は見坊豪紀。見坊の採集した広範で膨大な日本語の用例がこの辞書を支えている。共著者には、金田一京助・金田一春彦（初版から）、柴田武（第2版から）、飛田良文（第4版から）らがいる。山田忠雄も初版から第2版まで共著者に名を連ねたが、第3版以降は編集から外れた。これは、山田が見坊の業績である『明解国語辞典』を元に、見坊とは別に『新明解国語辞典』の編集を始めたことで、感情的なしこりが生まれたためと考えられる。
第4版刊行後に見坊が死去した後、編集委員には変遷があり、第7版と第8版は市川孝・飛田良文・山崎誠・飯間浩明・塩田雄大が参加している。

## 特長

### 収録語彙
街やマスコミなどで目や耳に入ることばとその意味を網羅しようという方針を立てているため、新しい言葉に広く目配りして収録している。衣服や料理など、庶民生活に関する項目が詳しいのも特色である。新しく発生した意味も、他の辞書にさきがけて収録している場合が多い。

### 語釈
だれにでも分かるような簡明な語釈の文体も独特である。たとえば「水」について、別のある国語辞典では「無味・無臭・無色・透明の液体……化学式H2O 1気圧のとき、99.974℃以上で水蒸気になり……」と学術的に説明するが、『三国』では「われわれの生活になくてはならない、すき通ったつめたい液体。海・川・雨・雲などの形をとってあらわれる」と平易な言葉で記す。国語辞典は百科事典ではなく、言葉を説明する書物であるという、主幹・見坊の考え方によるもので、見坊は「ことばの写生」と呼んでいる。語釈の中で、特に『三国』らしい言い回しとしては、「金銭」「……さま。」と言わず「おかね」「……ようす。」と表現することなどがある。

## 成立と改訂

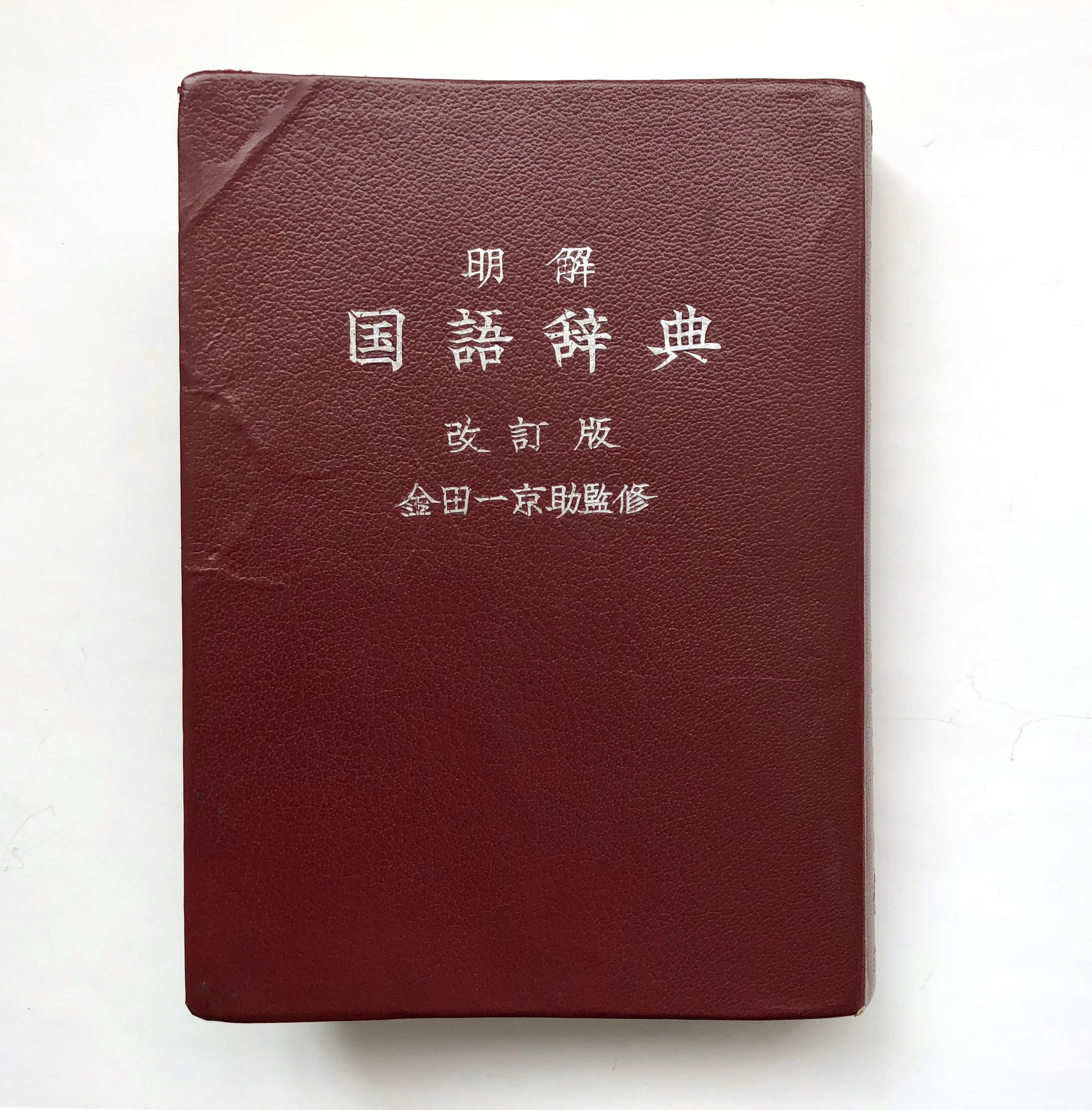
『明解国語辞典』改訂版（1952年）
表紙に金田一京助の名前が監修になっているのは、編纂していた当時、見坊がまだ東京帝国大学の大学院生であったことから、三省堂に見坊を紹介してくれた金田一の好意で名を借りたことに起因する。

見坊は『明解国語辞典』（1943年）の実質的編纂者として業績を残していた。1959年6月、見坊はこの『明解国語辞典』を基礎として、新たに中学生を含む広い利用者層を想定した辞書の編集に着手した。1960年10月に校正を終え、同年12月に初版が刊行された。初版の項目数は約5万7000であった。
その後、想定する利用者は一般にまで広げられた。項目数も第2版（1974年）で約6万2000、第3版（1982年）で約6万5000、第4版（1992年）で約7万3000、第5版（2001年）で約7万6000、第6版（2008年）で約8万、第7版（2014年）で約8万2000、第8版（2022年）で約8万4000と、長い間に大きく増えている。第8版では約3500語が追加され、約1100語が削除された。

## 主幹・見坊豪紀の用例収集
『三省堂国語辞典』を編纂するために、見坊が行った用例採集の規模は並大抵ではない。全生活を現代語の用例収集に充てるため、見坊は辞書編纂当初から勤務していた国立国語研究所を、1968年に退職している。以後の人生は、ほぼ『三国』に捧げたと言って過言ではない。有名な「辞書＝かがみ論」と呼ばれる考えも、徹底した用例収集に支えられたものであった。
見坊は刊行と同時に、次回以降の版で補うにあたって、新聞・週刊誌・放送など、あらゆる日本語の資料から辞書に載せるべき語を独力で探索し、その情報を正確にカードに記した。このカードはA5判を縦二つに切ったもので、縦20マス×横5マスが印刷されており、「採集した言葉」の用例を1枚ごとに原文の一部分を切り取って貼り付け、その証拠として「出典」「年月日」まで保存するほどの徹底ぶりであったという。その数は、第4版刊行直前に、実に145万語（延べ）に達した。見坊が用例採集に本腰を入れ始めたのは、『三国』初版の刊行後からなので、単純計算で「1年に4万数千語」を集めたことになる。
なお、用例カードは見坊の死後、遺族から三省堂に譲られ、八王子市の同社資料室で保存されている。しかし、用例データベースは用途に合わせて設計・構築する必要があるため、別の辞書・別の編者が活用することは困難とみられている。

## 『三国』独特の項目
見坊の徹底した用例採集は、『三省堂国語辞典』において多数の独特な項目を立てることにつながった。以下に『三省堂国語辞典』がいち早く新しい語や用法を取り入れた若干の例を挙げる。なお、これらのうちには、後に他の国語辞典も採用するようになったものも含まれる。
- 「あっけらかんと」
以前は「口をあけてぼんやりしているようす」という意味しかなかったが、「明るくてこだわらないようす」という意味や、「あけっぱなしでかくさないようす」という意味が生まれていることが用例で分かり、第3版から収録された。
- 「気が置けない」
「気がね・遠慮しなくていい」という意味のほかに、「気がゆるせない」の意味で使う者が現れた。第3版以降、この意味が「〔誤って〕」と冠して収録された。
- 「すさまじい・すさましい・すざましい・すざまじい」
いずれも、実際にある語形である（「すさまじい」の項目に列記されている）。第3版から収録された。
- 「道道」（どうどう）
「北海道庁が作って管理する道路」ということだが、本州以南に住む者の目には触れにくいことばである。第2版から収録されている。
- 「んんん」
「ひどくことばにつまったときの声」や「（二番目の音を下げ、または、上げて）打ち消しの気持ちをあらわす」言葉である。第3版から収録され、この辞書の最後の項目となっていたが、第7版では削除されて「んーん」になっている。
- 「W」
第7版で、Wの4番目の意味が「〔←warai=笑い〕〔俗〕〔インターネットで〕（あざ）笑うことをあらわす文字。「まさかwww」〔二十一世紀になって広まった使い方〕」と記された。
- 「どこでもドア」
『ドラえもん』に登場する架空の道具だが、一般の文章や会話の中で使われる頻度が高いと判断され、第8版から収録された。
- 「赤信号みんなで渡ればこわくない」
漫才コンビ・ツービートのギャグから1980年に広まった言葉で、ギャグは国語辞典に載せないという考え方で収録は見送られていたが、時代を追うごとにことわざとして認識されるようになったことから、流行から40年以上経過した第8版より収録された[10]。

初版ではIBM（コンピューター）、コカコーラ（コーラ）、セロテープ（セロハンテープ）などが、普通名称ではなく商標名で収録されていた。
ただし、無秩序に新しい語を取り入れる訳でなく、その選定は極めて厳格である。2012年頃には「江戸しぐさ」を用語として採用する事が検討されたものの、その主張に信頼性は薄いと判断し、見送りになった。

## 批判
『三省堂国語辞典』のシンプルで平易な語釈は、「毒々しさがない。片寄っていない。平明である」と評されるほどであった。一方で、初版以来、新しく定着しつつある言葉を見逃さず取り入れてきたことに対しては、規範主義を重んじる人々の批判の対象になることもあった。
また、第3版が刊行されて間もなく、いわゆる差別用語の取り扱いについて、三省堂を相手に訴訟が起きたこともある。これを受けて第4版からは、〔差別的なことば〕と注記するなどの工夫を凝らしている。

## 改訂履歴

### 明解国語辞典
（『三省堂国語辞典』の前身）
- 1943年5月10日：初版発行
  - 1997年11月3日：復刻版発行
- 1952年4月5日：改訂版発行
- 1967年：改訂新装版発行

### 三省堂国語辞典
- 1960年12月10日：初版発行
- 1968年1月10日：新装版発行
- 1974年1月1日：第2版発行
- 1982年2月1日：第3版発行
- 1992年2月10日：第4版発行
- 2001年3月1日：第5版発行
- 2008年1月10日：第6版発行
- 2014年1月10日：第7版発行
- 2022年1月10日：第8版発行

発行日は普通版による。小型版の発行日は異なる場合がある。